# Sarah Bismuth
Pour les articles homonymes, voir Bismuth (homonymie).
Sarah Bismuth, née le 5 juin 1996 à Paris, est une chanteuse et actrice française. Elle est également connue sous le pseudonyme Sara ou Sarah.

## Carrière
Sa vocation de chanteuse a été découverte lors d'un passage dans un karaoké à l'âge de 7 ans. À l'âge de 8 ans, elle répète avec le groupe funk-soul Les Pipaz. Elle fait sa première apparition publique à l'âge de 10 ans sur la scène de Le Réservoir à Paris.
En 2009 à 12 ans, Sarah gagne la quatrième saison du concours de chant Disney Channel Talents exclusivement réservé aux 8-16 ans en reprenant Blame It on the Boogie des Jackson Five. Elle prend alors des cours de chant avec Barry Jonhson, signe son premier contrat de management avec la Société Bozdaya Entertainment.[réf. souhaitée].
À la suite de sa victoire, elle joue le rôle de Sarah dans la série télévisée Trop la classe ! en 2009 et dans le spin-off dérivé de cette série Trop la classe verte ! avec le même rôle en 2010. Ces deux apparitions sont diffusées sur la chaîne Disney Channel France et n'ont pas un grand impact sur sa carrière.
En 2009, Sarah quitte Les Pipaz, puis elle interprète le générique de la série Hannah Montana, Le Meilleur des 2, version française de The Best of Both Worlds de Miley Cyrus. Lancé en single, le titre atteint la 34e place du Top Singles Français. Elle est aussi l'interprète des bandes originales françaises de Raiponce (2010) et Le Roi lion 3D (2012). En 2011, sous le nom de Sara, elle est la première chanteuse directement produite par Disney France. Elle sort Avant d'avoir grandi, un single censé lancer un album qui ne verra pas le jour.
En 2013, alors âgée de 16 ans, Sarah se présente aux auditions à l’aveugle de la 2e saison de The Voice : La Plus Belle Voix sous son seul prénom. Elle y interprète Listen, de Beyoncé Knowles et réussit à faire se retourner Jenifer. Aucun autre coach n'ayant buzzé, elle se retrouve de facto dans son équipe. Elle affronte Dièse lors des battles sur Titanium, de David Guetta et Sia. À l'issue du duel, Jenifer décide de la conserver dans son équipe, Dièse étant repêchée par Florent Pagny. Lors du premier prime, elle interprète Run to You de Whitney Houston et est choisie par Jenifer face à quatre autres candidats pour continuer l'aventure. Mais elle est éliminée au prime 3 face à Olympe, Anthony Touma et Laura Chab'. Fin 2016, elle sort le single Down this way sous le nom de Sarah B.
Elle a depuis intégré un groupe de prestige qui chante au quatre coins du monde , elle notamment chanté au mariage de George Clooney .

## Discographie

### Singles
- 2009 : Le Meilleur des 2, générique français de la série Hannah Montana (Matthew Gerrard/Robbie Nevil/Adapt. Georges Costa).
- 2010 : Je voudrais, chanson du générique de Raiponce (VO : Something That I Want, par Grace Potter).
- 2011 : Avant d'avoir grandi (Yakeme/Kore/Laura Marciano).
- 2012 : Il vit en toi, chanson de générique du Roi lion 3D (Mark Mancina/Jay Rifkin/Lebo M./Adapt. Loïc Auvilier).